# باول ستانلي (ملحن)
باول ستانلي (بالإنجليزية: Paul Stanley)‏ هو ملحن أمريكي، ولد في 8 فبراير 1848 في هامبورغ في ألمانيا، وتوفي في 14 مارس 1909 في دنفر في الولايات المتحدة.